# 霍格蘭 (印第安納州)
霍格蘭（英語：Hoagland）是位於美國印地安納州艾倫縣的一個人口普查指定地區。

## 地理
霍格蘭的座標為41°56′52″N 84°59′30″W / 41.94778°N 84.99167°W，而該地最高點為海拔高度251米（即823英尺）。

## 人口
根據2010年美國人口普查的數據，霍格蘭的面積為8.80平方千米，當中陸地面積為8.80平方千米，而水域面積為0.00平方千米。當地共有人口821人，而人口密度為每平方千米93.3人。